# Eriosomatinae

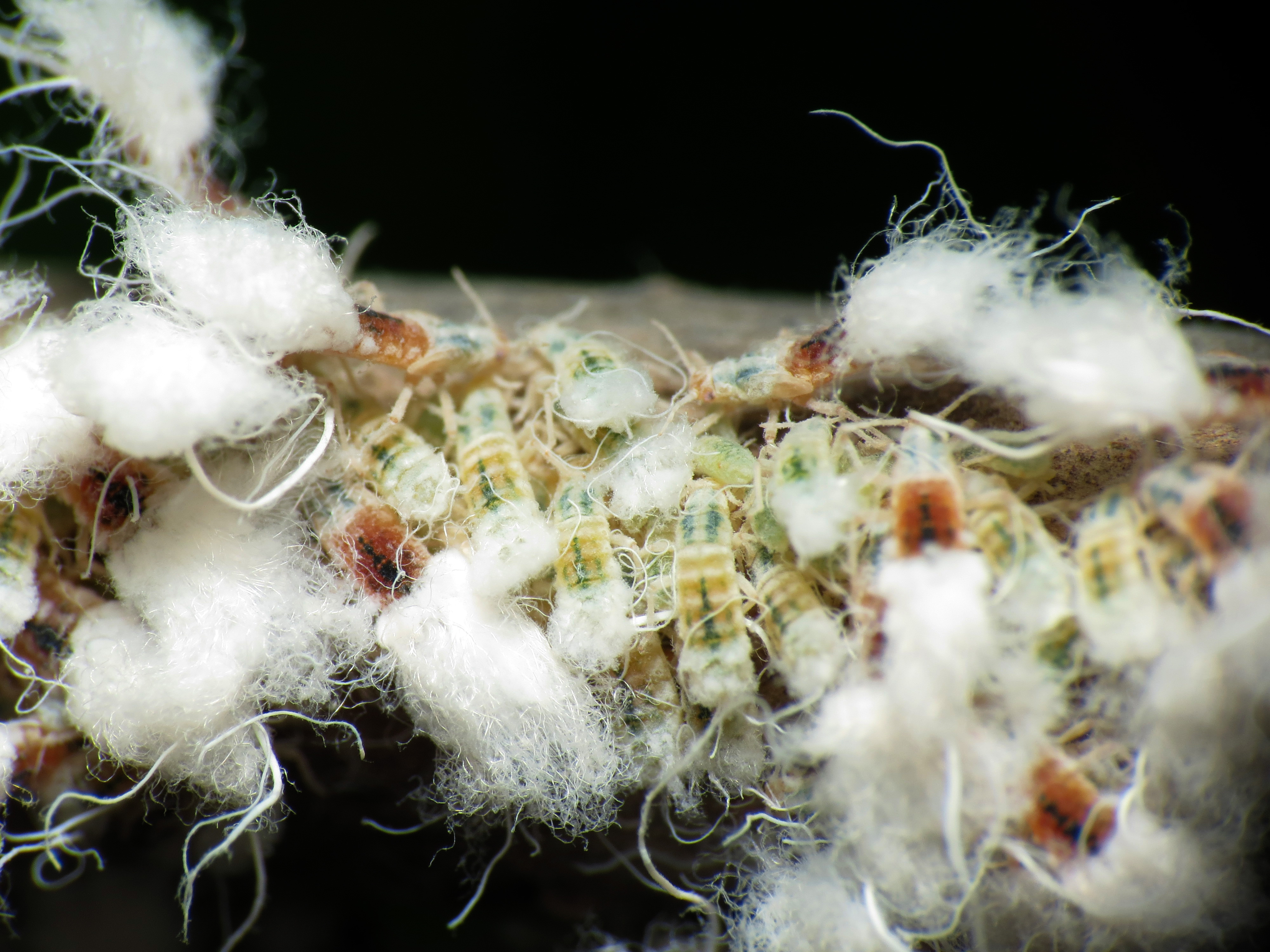
Grylloprociphilus imbricator en haya

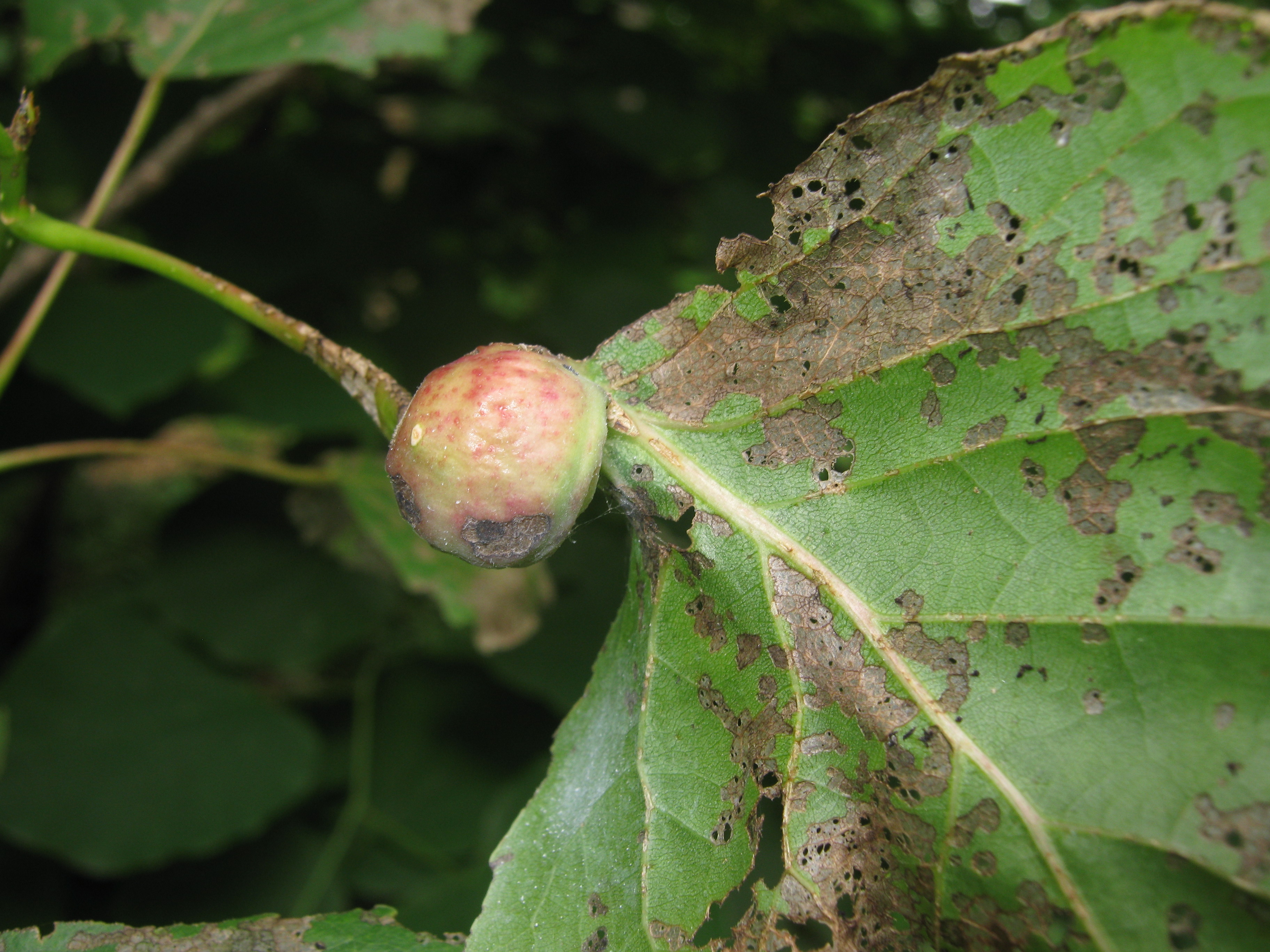
Agalla de Pemphigus en álamo

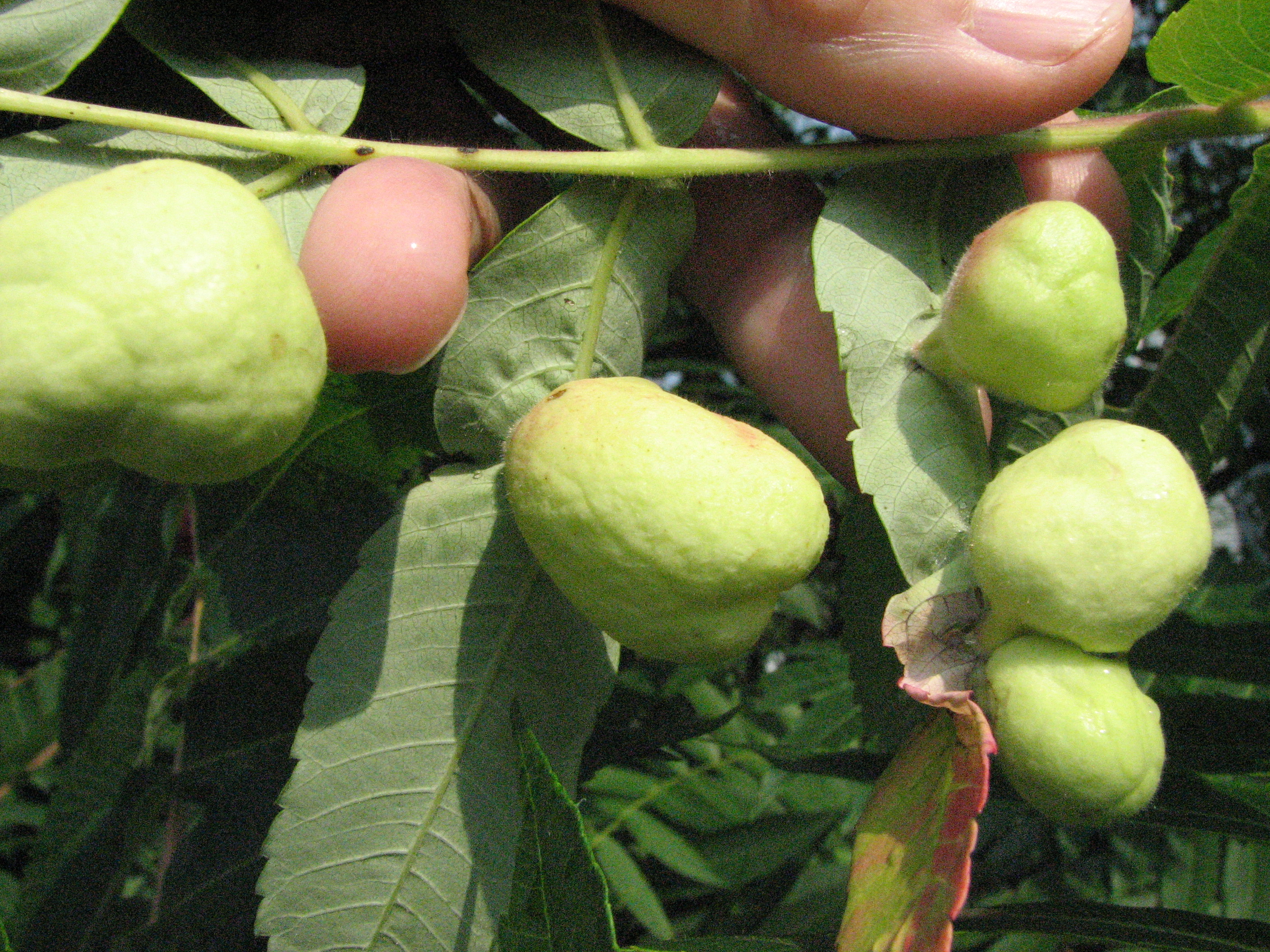
Agallas formadas por Melaphis rhois

Eriosomatinae es una subfamilia de pulgones que viven de la savia de las plantas y producen una secreción algodonosa, blanquecina, hecha de cera. Los adultos son alados y pueden emigrar a otras plantas donde depositan masas de huevos. Las ninfas y adultos están protegidos contra los predadores por la masa algodonosa que los cubre. En vuelo tienen la apariencia de una pelusa flotante. Son del hemisferio norte.
Algunas especies forman agallas (Melaphis rhois, Pemphigus spp).
Muchas especies de esta subfamilia tienen una sola especie de planta huésped o tienen generaciones alternantes, dos huéspedes específicos, generalmente una es una planta herbácea y la segunda es un árbol donde los huevos pasan el invierno. Eriosoma lanigerum es una peste muy difundida de árboles frutales, manzanos, perales, así como Crataegus, Fraxinus, olmos y robles.

## Taxonomía
La subfamilia Eriosomatinae ha sido incluida recientemente dentro de la familia Aphididae. Anteriormente se lo incluía en la familia Pemphigidae = Eriosomatidae, que no son válidas en la actualidad.

## Tribus y géneros

### Tribu: Eriosomatini
Aphidounguis -
Byrsocryptoides -
Colopha -
Colophina -
Eriosoma -
Gharesia -
Hemipodaphis -
Kaltenbachiella -
Paracolopha -
Schizoneurata -
Schizoneurella -
Siciunguis -
Tetraneura -
Zelkovaphis

### Tribu: Fordini
Aloephagus -
Aploneura -
Asiphonella -
Baizongia -
Chaetogeoica -
Dimelaphis -
Forda -
Geoica -
Geopemphigus -
Kaburagia -
Melaphis -
Nurudea -
Paracletus -
Rectinasus -
Schlechtendalia -
Slavum -
Smynthurodes -
Tramaforda

### Tribu: Pemphigini
Ceratopemphigiella -
Ceratopemphigus -
Clydesmithia -
Cornaphis -
Diprociphilus -
Epipemphigus -
Formosaphis -
Gootiella -
Grylloprociphilus -
Mimeuria -
Mordwilkoja -
Neopemphigus -
Neoprociphilus -
Pachypappa -
Pachypappella -
Patchiella -
Pemphigus -
Prociphilus -
Thecabius -
Tiliphagus -
Uichancoella